# Orogastrura pallida
Orogastrura pallida is een springstaartensoort uit de familie van de Hypogastruridae. De wetenschappelijke naam van de soort is voor het eerst geldig gepubliceerd in 1954 door Cassagnau.